# Eugène Buland
Jean-Eugène Buland (Parigi, 26 ottobre 1852 – Charly-sur-Marne, 1926) è stato un pittore francese.

## Biografia
Eugène Buland era figlio di un incisore, Jean Marie Buland, e di una madre lussemburghese, Suzanne Wagener. Fu quindi naturale per lui seguire le orme del padre ed iscriversi all'École des beaux-arts di Parigi, dove studiò nell'atelier di Alexandre Cabanel rimanendovi sino alla fine degli studi. Agli inizi della sua carriera fu influenzato dal simbolismo e produsse diversi quadri ispirati a questo movimento e ambientati nell'antichità. Poi, quasi repentinamente, i suoi gusti, la sua impostazione mentale e la sua sensibilità artistica cambiarono radicalmente ed egli passò dal simbolo alla più disarmante realtà, quella della vita quotidiana, riconoscendosi pienamente nel movimento naturalista e nella rappresentazione di situazioni e di personaggi profondamente reali. Non sono note le ragioni di un simile cambiamento, quasi da un estremo all'altro della gamma pittorica espressiva, né si ha notizia di qualche personaggio che lo abbia influenzato. Si iscrisse persino al Movimento dei pittori naturalisti, quasi a ribadire la sua scelta cui, del resto, rimase sempre fedele. 
Nel 1878 e nel 1879 tentò di vincere il Prix de Rome, ma in ambedue i casi ottenne solo il "secondo grand prix". Ebbe maggior successo con le esposizioni al "Salon", dove fu premiato diverse volte: in particolare nel 1879 con una menzione d'onore, nel 1884 con una medaglia di terza classe e nel 1887 con una di seconda classe. 
All'Esposizione universale di Parigi del 1889 ricevette una medaglia d'argento. Infine, nel 1894, fu decorato con la Legion d'honneur.
Buland ottenne diversi incarichi da grandi istituzioni pubbliche, come il Museo del Luxembourg a Parigi e alcuni musei di provincia. Dipinse numerosi pannelli per il "Salon" delle Scienze al Municipio di Parigi e decorò il soffitto del Municipio di Château-Thierry.

Il Museo di Belle arti di Carcassonne, in cui è conservata una delle sue opere più conosciute: il "Mariage innocent", gli ha dedicato una mostra retrospettiva nel 2007/2008 ed ha pubblicato per l'occasione un catalogo.
La pittura di Buland mostra una grande sensibilità e un vivo senso dell'atmosfera. Le sue composizioni sono assai suggestive e non mancano certo di "pathos", anche se alle volte l'artista eccede nell'accuratezza dei dettagli.
Buland era il fratello di Jean-Émile Buland (1857–1938), incisore, che vinse il Prix de Rome nel 1880.

Jean-Eugène Buland morì nel 1926 a 74 anni, nella cittadina di Charly-sur-Marne, ma la causa e la data esatta della sua morte non sono certe.

## Opere
- Offrande à la Vierge, 1879
- Offrande à Dieu, 1880
- L'annonciation, 1881
- Les Fiancés, 1881
- Jésus chez Marthe et Marie, 1882
- La Visite lendemain de noces,1884
- L'annonciation, 1885
- The Restitution à la Vierge, 1885
- Mariage Innocent, Museo di belle arti di Carcassonne
- C'est Celui-là, 1886
- Les Héritiers, 1887, Museo di Bordeaux
- Propagande, 1889, Museo d'Orsay
- Auguste au tombeau d'Alexandre, Museo d'Orsay
- Déjeuner Des Laveuses, 1900
- Conseil municipal et commission de Pierrelaye organisant la fête, 1891, Municipio di Pierrelaye in Val-d'Oise
- Un jour d'audience, 1895, Chi-Mei Museum, Tainan, Taiwan
- Bretons en prière, 1989, Museo di belle arti di Quimper
- Le Tripot, 1883, Museo di belle arti di Quimper
- Flagrant délit, 1893, Museo di belle arti di Quimper

### Opere appartenenti a collezioni pubbliche
In Francia
- Museo di Bordeaux: Les Héritiers, 1887, olio su tela[5]
- Museo di belle arti di Caen : La Restitution à la Vierge le lendemain du mariage, 1885, olio su tela[6]
- Museo di belle arti di Carcassonne: Mariage Innocent, olio su tela
- Château-Thierry, Museo Jean-de-La-Fontaine : Le Repas du jardinier, 1899, olio su tela[7]
- Douai, Museo della Certosa di Douai: Les Fiancés, 1881, olio su tela
- Le Havre, Museo d'arte moderna André Malraux: Offrande à la Vierge, 1879, olio su tela
- Parigi, Museo d'Orsay:
  - Propagande, 1889, olio su tela
  - Auguste au tombeau d'Alexandre, olio su tela
- Pierrelaye, Municipio: Conseil municipal et commission de Pierrelaye organisant la fête, 1891, olio su tela
- Museo di Quimper:
  - Bretons en prière, 1898, olio su tela
  - Le Tripot, 1883, olio su tela
  - Flagrant délit, 1893, olio su tela
- Museo di belle arti di Troyes: Devant les reliques, 1897, matita nera su carta[8]

In Svezia
- Stoccolma, Museo Nazionale: Un Patron (1888), olio su tela

A Taiwan
- Tainan: Un jour d'audience, 1895, olio su tela

## Galleria d'immagini

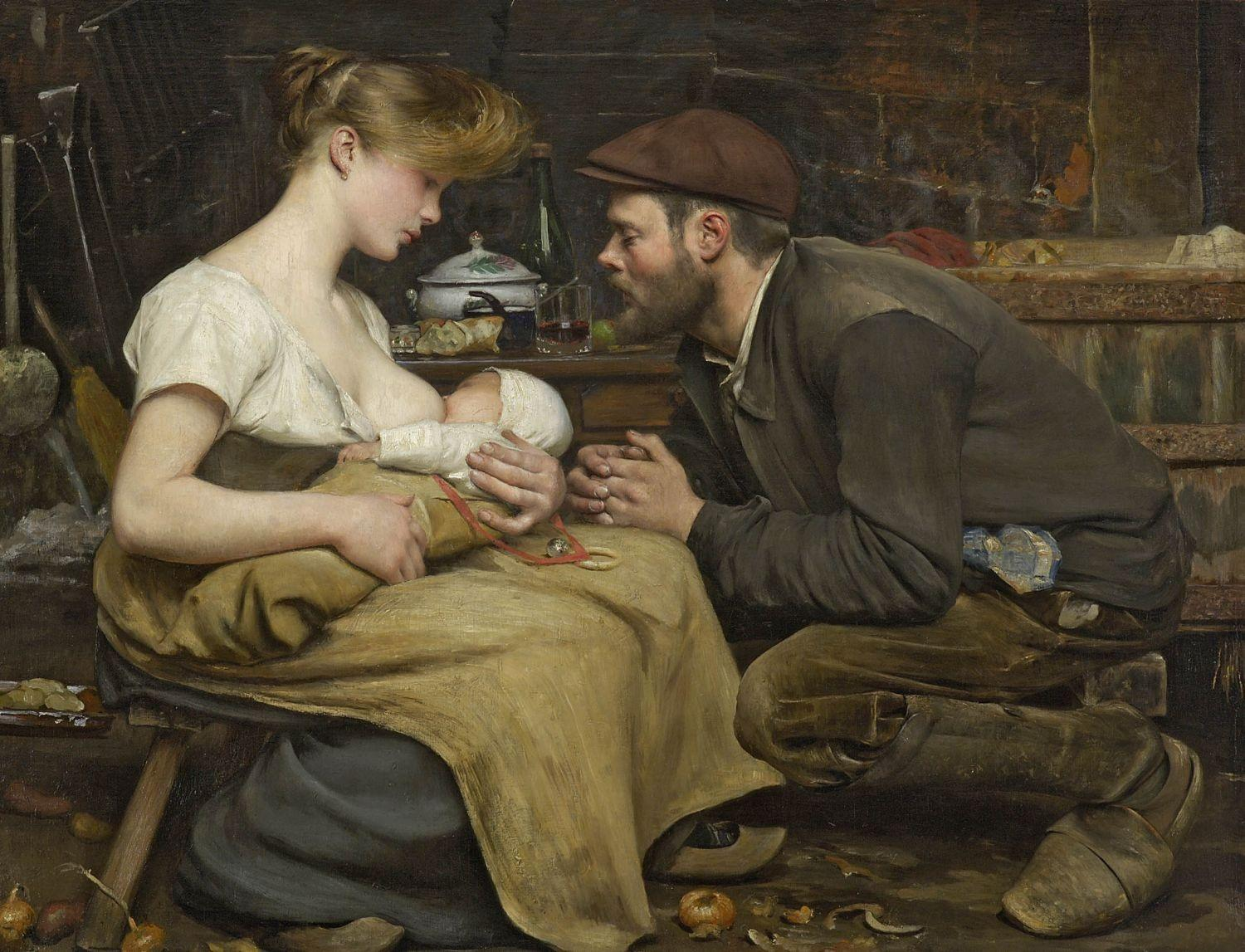
Felicità dei genitori. 1903
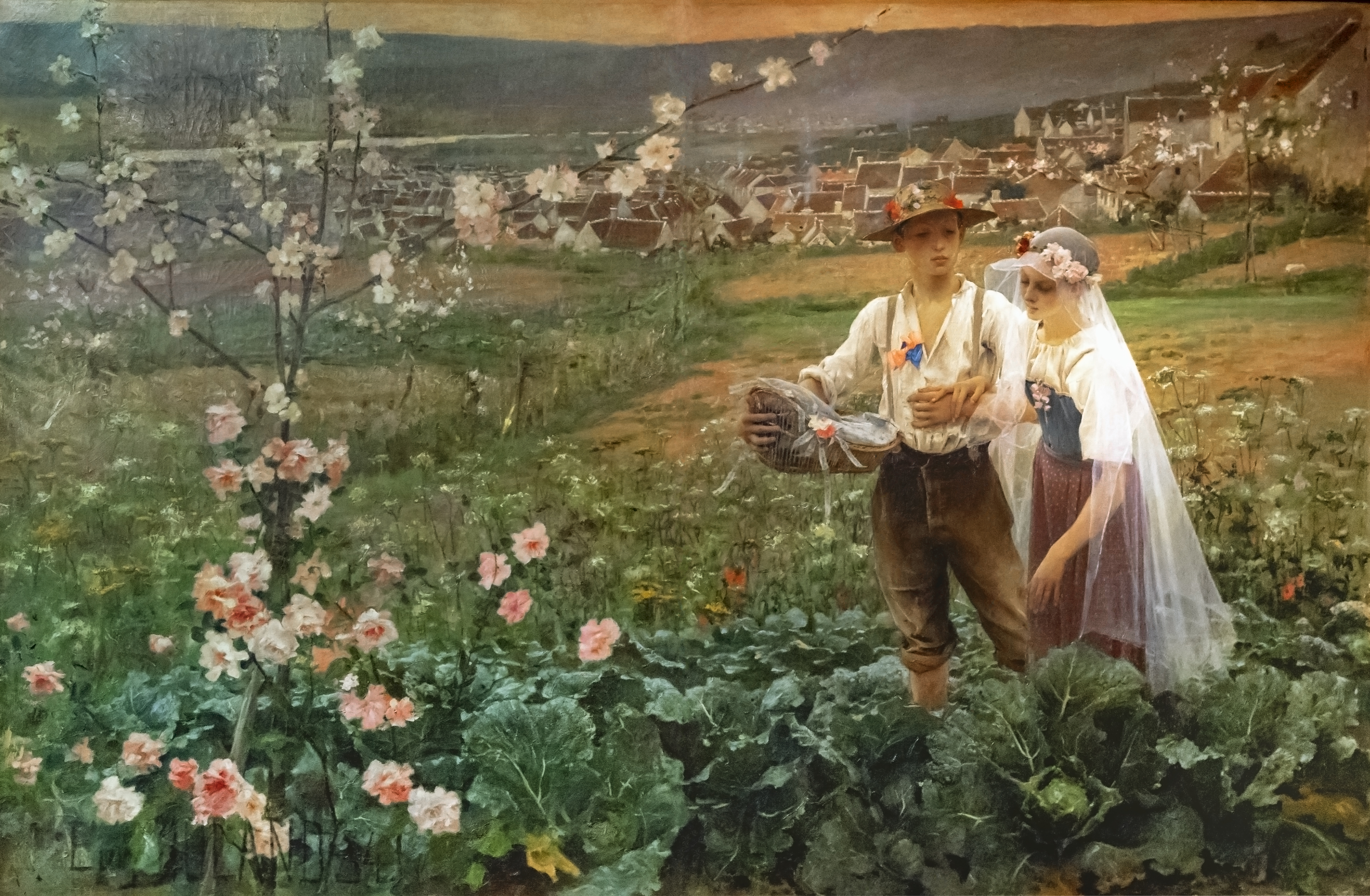
Le nozze innocenti
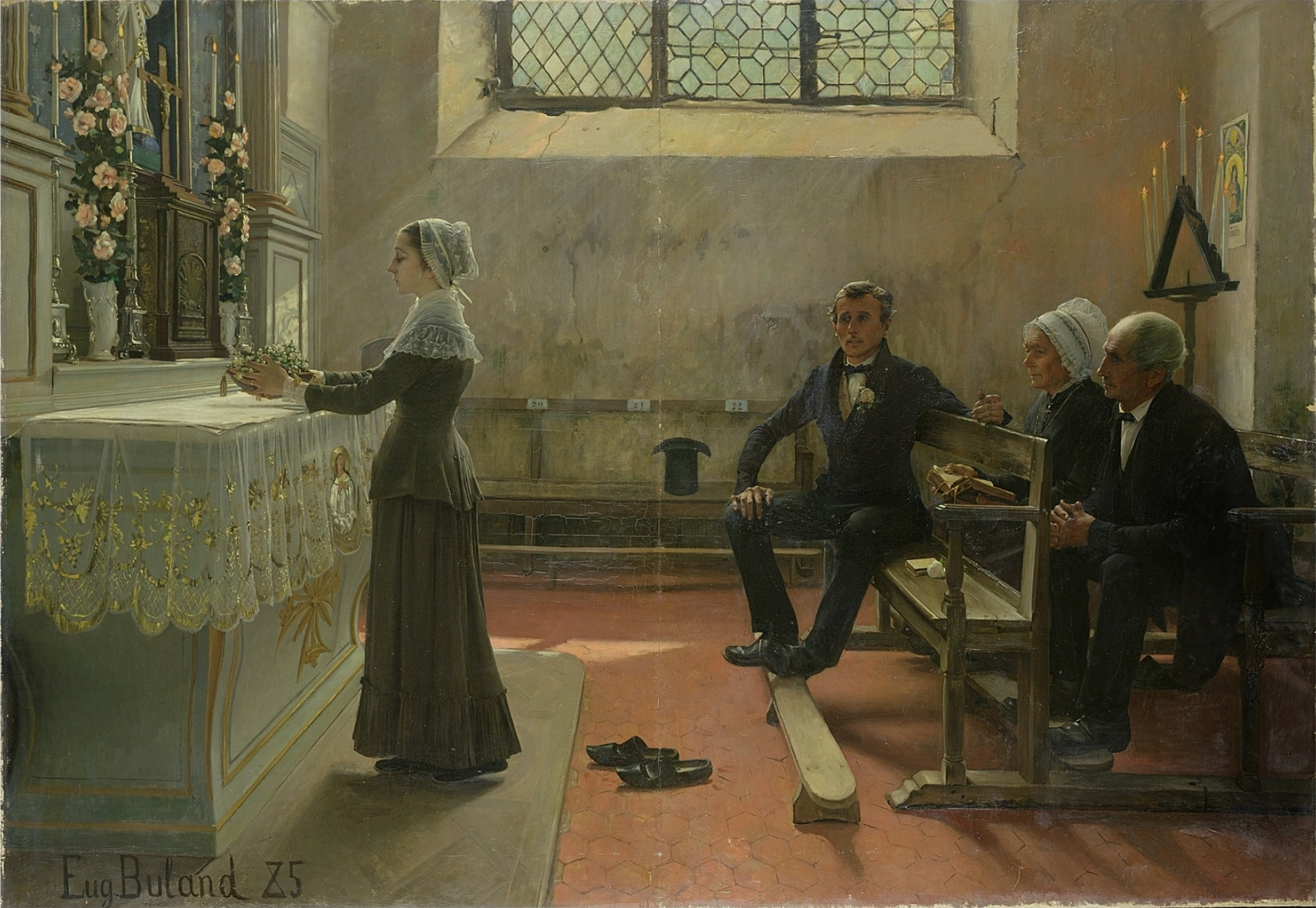
La Restituzione alla Vergine. 1885 Museo di belle arti di Caen.
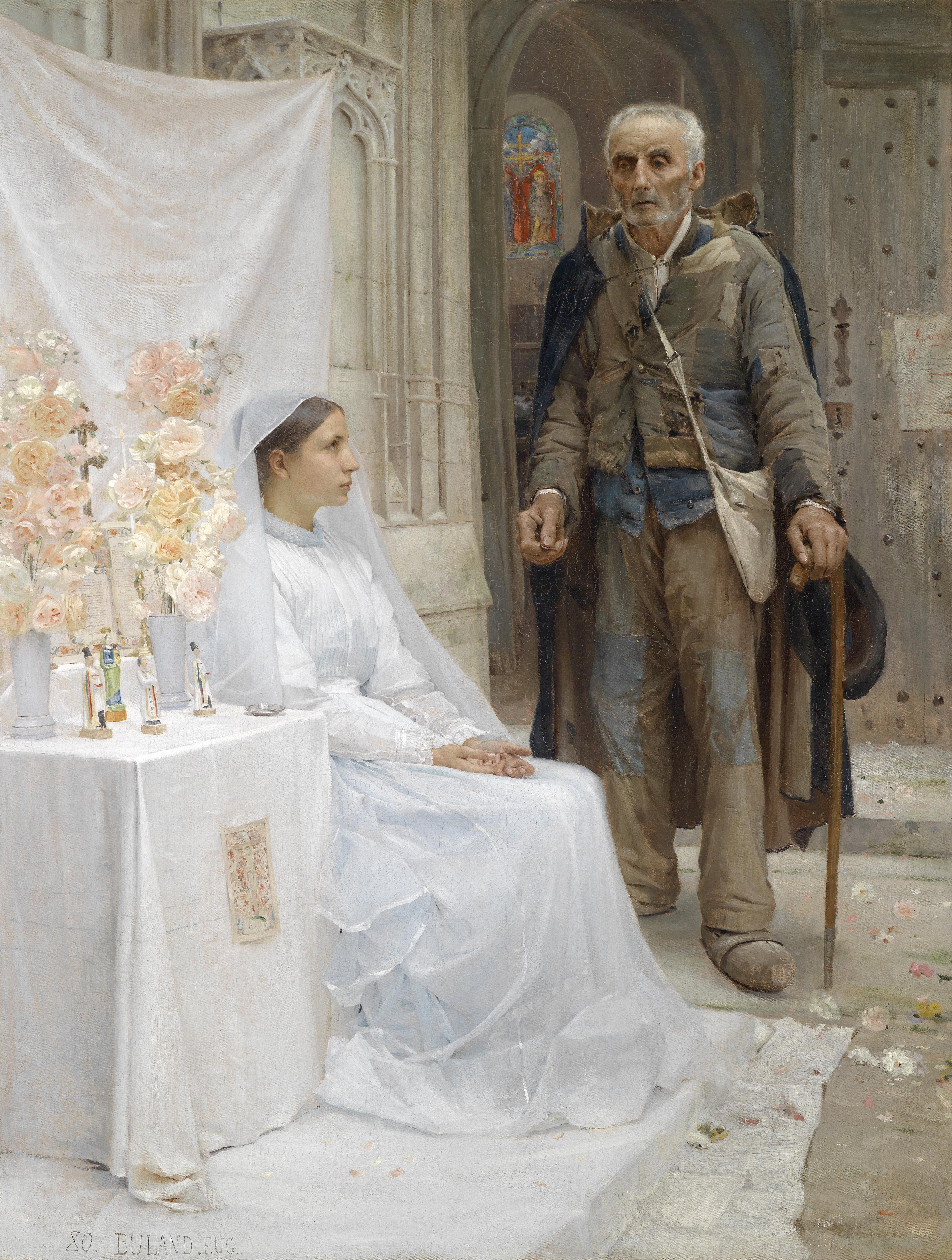
L'elemosina di un mendicante